# Sarunga calida
Sarunga calida är en fjärilsart som beskrevs av Walker 1869. Sarunga calida ingår i släktet Sarunga och familjen nattflyn. Inga underarter finns listade.